# Хеллбой (фільм, 2004)
Хеллбой (англ. Hellboy, 2004) — фантастичний бойовик режисера Гільєрмо дель Торо. Сюжет фільму оснований на однойменному коміксі, автором якого є Майк Міньйола. За основну сюжетну лінію був взятий один з коміксів цієї серії.

## Сюжет
Дія картини починається під час Другої світової війни. Вченим, спеціально засланим нацистами в Шотландію, потрібно викликати з небуття Демона Пекла, який має допомогти розбудити Древніх Богів Хаосу і переломити хід війни. Повсталий з мертвих Распутін допомагає відкрити Брами в безодню. Однак під час цього дійства американський спецназ атакує, і експеримент залишається незавершеним, але через Браму на Землю все ж таки встиг проникнути гість з потойбічного світу — Хеллбой (Hellboy). 
Професор Брум стає «батьком» для червоного чортеняти, який з часом стає головним бійцем в секретному підрозділі у боротьбі з паранормальними явищами. Ця робота з'являється, коли Распутіну разом з підручними Ільзою Гаупштайн і Карлом Кроненом вдається не тільки повернутися з Пекла, а й оживити жахливого Самаеля — пса Пекла, сина Нергала. Головна проблема для Хеллбоя і його команди — Самаель практично невразливий. У той же час Распутін намагається переманити Хеллбоя на свій бік, щоб завершити експеримент, що почався ще десятки років тому — у розпал Другої світової війни.

## У ролях
- Рон Перлман — Хеллбой
- Сельма Блер — Ліз Шерман
- Джон Гарт — професор Тревор Брум
- Руперт Еванс — Джон Маєрс
- Карел Роден — Григорій Распутін
- Даг Джонс — Ейб Сапієн
- Джефрі Тембор — Том Меннінґ
- Ладислав Беран — Карл Рупрехт Кронен

## Нагороди і номінації

### Нагороди
- 2005 — Премія «Сатурн»
  - Найкращий грим — Джейк Гарбер, Метт Роуз, Майк Елізальде.

### Номінації
- 2005 — Премія «Сатурн»
  - Найкращі костюми — Венді Партридж
  - Найкращий фентезійний фільм
  - Найкраще спецвидання на DVD